# Agyriaceae
Agyriaceae es una familia de hongos liquenizados en el orden Pertusariales.